# Chloropyron molle
Chloropyron molle är en snyltrotsväxtart. Chloropyron molle ingår i släktet Chloropyron och familjen snyltrotsväxter.

## Underarter
Arten delas in i följande underarter:
- C. m. hispidum
- C. m. molle